# ミスター・エド

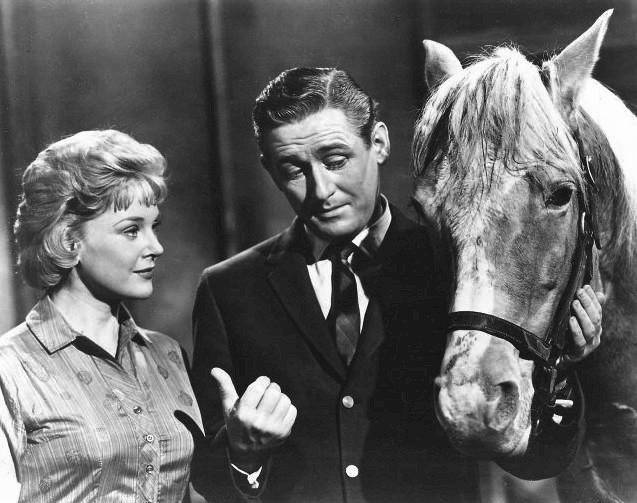
左からキャロル役のコニー・ハインズ、ウィルバー役のアラン・ヤング、エド役のバンブー・ハーベスター

『ミスター・エド』（英語: Mister Ed）は、アメリカ合衆国のテレビドラマである。1961年1月5日から同年7月2日までシンジケーション番組として放送された後、同年10月1日から1966年2月6日までコロムビア放送（現・CBS）で放送。全6シーズン、143話。

## 内容
人語をしゃべる馬のエドを主人公にしたテレビドラマ。

## 登場人物
エド
演：バンブー・ハーベスター（声：アラン・レーン）／吹替：四代目三遊亭金馬乾直明『ザッツTVグラフィティ ～外国テレビ映画35年のすべて～』フィルムアート社、1988年9月25日、78頁。ISBN 4845988747。
本作のタイトルキャラクターである馬。
ウィルバー・ポスト
演：アラン・ヤング／吹替：柳沢真一
エドの飼い主。エドに話しかけられて返事を返すため、周囲から「変な奴」と思われることがある。
キャロル・ポスト
演：コニー・ハインズ／吹替：杉田郁子
ウィルバーの妻。
ロジャー・アディソン
演：ラリー・キーティング／吹替：塩見竜介
ポスト家の隣人。
ケイ・アディソン（隣のガラガラおばさん）
演：エドナ・スキナー／吹替：水城蘭子
ロジャーの妻。

## 主題歌
「ミスター・エド」
作詞・作曲：三木トリロー / 歌：上馬キリ子 / 台詞：四代目三遊亭金馬
この曲は、2008年にソリッドレコードから発売された『3ばか大将 外国TV映画 日本語版主題歌＜オリジナル・サントラ＞コレクション』に収録されている。

## 日本での放送
日本では、最初にフジテレビ系列局で放送された後、タイトルを変えて日本テレビ系列局で放送された。
フジテレビ系列局では1962年10月22日から1964年4月13日まで表題通りのタイトルで放送。放送時間は毎週月曜 19:00 - 19:30 （日本標準時）。同系列局では松下電工（現・パナソニック電工）の一社提供で放送されており、タイトルに『ナショナルリビング劇場』を冠していた。
日本テレビ系列局では1968年4月3日から同年9月まで『お馬のエドくん』と題して放送。放送時間は毎週水曜 18:00 - 18:30 （日本標準時）。同系列局では一社提供ではなく複数社提供で放送されていた。

## 放送リスト
- 全78話

1. はじめての出会い
2. ウイルバーの腹話術
3. エドの家出
4. エド映画出演
5. エドのいたずら
6. 盗まれたエド
7. エドとオウム
8. エドのにせ病
9. エドの証言
10. なかよしパーティ
11. エドのお母さん
12. おねだり作戦
13. エドのヒットソング
14. エドの競馬予想
15. エドの仲人
16. だんまりエド
17. エドの新しいクツ
18. ひげを生やしたウイルバー
19. エドとクイズ
20. 恋人の出来たウイルバー？
21. 売られたエド
22. 真珠の耳飾り
23. 迷画家ウイルバー
24. エドのノイローゼ
25. 週末旅行
26. エドの子犬
27. パパさんエド
28. エドの宇宙旅行
29. エドの障害競走
30. 投票は馬小屋で
31. 英雄になったエド
32. からっぽのブルース
33. かも狩と迷信
34. エドと象
35. エドのセールスマン
36. エドの先祖
37. ウイルバーの遺言
38. ベッドにもぐり込んだエド
39. プロレスチャンピオン
40. おしの口まね
41. ポンコツ馬さん？
42. エドとバカンス
43. エドのサーカス見物
44. 陸軍少佐ミスター・エド
45. いやな奴といい男
46. バカンスの邪魔物
47. 馬追放！ 反対！
48. 新しい隣人
49. おかしな芝居
50. ウソ発見器

## 他作品への影響
- 1988年発売のコンピュータゲーム『ドラゴンクエストIII そして伝説へ…』の中に、「エド」という名の人語を喋る馬が登場している。
- FUNA作のライトノベル「ポーション頼みで生き延びます!」に「エド」という名前の馬が登場し、主人公のカオルとは馬語で意思疎通ができる。